# Podział administracyjny Belgii

Wspólnoty Belgii

Regiony Belgii

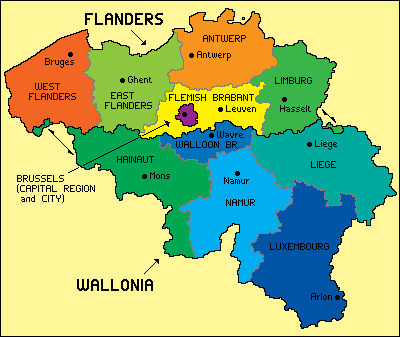
Regiony i prowincje Belgii

Belgia jest państwem federalnym, a jej podział administracyjny odzwierciedla złożoną strukturę etniczną, językową i kulturową kraju.
Belgia podzielona jest na: trzy wspólnoty (gemeenschap / Communauté / Gemeinschaft), cztery regiony językowe oraz trzy regiony autonomiczne (Gewest / Région / Region). Dwa z trzech regionów dzielą się na prowincje (Provincie / Province / Provinz), po pięć prowincji w każdym z obu regionów. Trzeci region to Region Stołeczny Brukseli (Brussels Hoofdstedelijk Gewest / Région de Bruxelles-Capitale / Region Brüssel-Hauptstadt). Wszystkie dziesięć prowincji oraz Region Stołeczny Brukseli podzielone są w sumie na 43 okręgi (Arrondissement / Bezirk). Ponadto w Belgii funkcjonuje 581 gmin (Gemeente / Commune / Gemeinde), stanowiące najniższy stopień podziału administracyjnego.
Cztery z tych pięciu podziałów mają określone granice geograficzne: regiony, regiony językowe, prowincje i gminy. Natomiast w przypadku wspólnot sprawa jest bardziej skomplikowana. Zostały one bowiem powołane jako instytucje, w których kompetencji leży dbanie o rozwój języka i kultury. Ale zgodnie z prawem nie odnoszą się one do żadnej grupy ludności ani terytorium. Z drugiej strony mają one wyznaczony dokładnie obszar, na którym mogą legalnie działać: wspólnota flamandzka na terenie Flandrii i w Brukseli, francuska – na większości obszaru Walonii i w Brukseli, a niemieckojęzyczna – w niewielkiej części prowincji Liège (Walonia), przy granicy z Niemcami.
Wspólnoty Belgii:
1. Wspólnota Flamandzka (Vlaamse Gemeenschap)
2. Wspólnota Francuska (Communauté Française)
3. Wspólnota Niemieckojęzyczna (Deutschsprachige Gemeinschaft)

Regiony językowe Belgii:
1. Region francuskojęzyczny (język francuski)
2. Region niderlandzkojęzyczny (język flamandzki)
3. Dwujęzyczny Region Brukseli (francusko-flamandzki)
4. Region niemieckojęzyczny Belgii

Regiony autonomiczne Belgii (NUTS-1):
1. Region Flamandzki (Vlaams Gewest / Région flamande / Flämische Region)
2. Region Waloński (Région wallonne / Waals Gewest / Wallonische Region)
3. Region Stołeczny Brukseli (Région de Bruxelles-Capitale / Brussels Hoofdstedelijk Gewest / Region Brüssel-Hauptstadt)

Prowincje Belgii (NUTS-2):
- Region Flamandzki:
  -  Antwerpia (Antwerpen / Anvers), stol. Antwerpia (Antwerpen / Anvers)
  -  Brabancja Flamandzka (Vlaams-Brabant / Brabant flamand / Flämisch-Brabant), stol. Leuven (Louvain / Löwen)
  -  Flandria Wschodnia (Oost-Vlaanderen / Flandre-Orientale / Ostflandern), stol. Gandawa (Gent / Gand)
  -  Flandria Zachodnia (West-Vlaanderen / Flandre-Occidentale / Westflandern), stol. Brugia (Brugge / Bruges / Brügge)
  -  Limburgia (Limburg / Limbourg), stol. Hasselt
- Region Waloński:
  -  Brabancja Walońska (Brabant wallon / Waals-Brabant / Wallonisch-Brabant), stol. Wavre (Waver)
  -  Hainaut (Henegouwen / Hennegau), stol. Mons (Bergen)
  -  Liège (Luik / Lüttich), stol. Liège (Luik / Lüttich)
  -  Luksemburg (Luxembourg / Luxemburg), stol. Arlon (Aarlen / Arel)
  -  Namur (Namen), stol. Namur (Namen)

Okręgi Belgii (NUTS-3):
- Belgia jest na nie podzielona od 1831. Od tego czasu w pięciu prowincjach liczba i granice poszczególnych okręgów administracyjnych pozostały niezmienne, a w pozostałych pięciu prowincjach uległy zmianom na przestrzeni lat. 42 okręgi administracyjne wchodzą w skład dziesięciu prowincji, zaś 43. Okręg Stołeczny Brukseli pokrywa się z granicami Regionu Stołecznego Brukseli. Specyficznym okręgiem jest Verviers, podzielony na dwie części: jedną, należącą do Wspólnoty Francuskiej i drugą, należącą do Wspólnoty Niemieckojęzycznej, w związku z czym spotyka się klasyfikacje określające liczbę okręgów w Belgii na 44.

Gminy Belgii (LAU-2):
- W latach 1983–2018 w Belgii funkcjonowało 589 gmin administracyjnych, zaś od 1 stycznia 2019 ich liczba została zmniejszona do 581 (zlikwidowano bowiem osiem gmin w Regionie Flamandzkim).

Mapa regionów, prowincji, okręgów i gmin w Belgii od 1 stycznia 2019

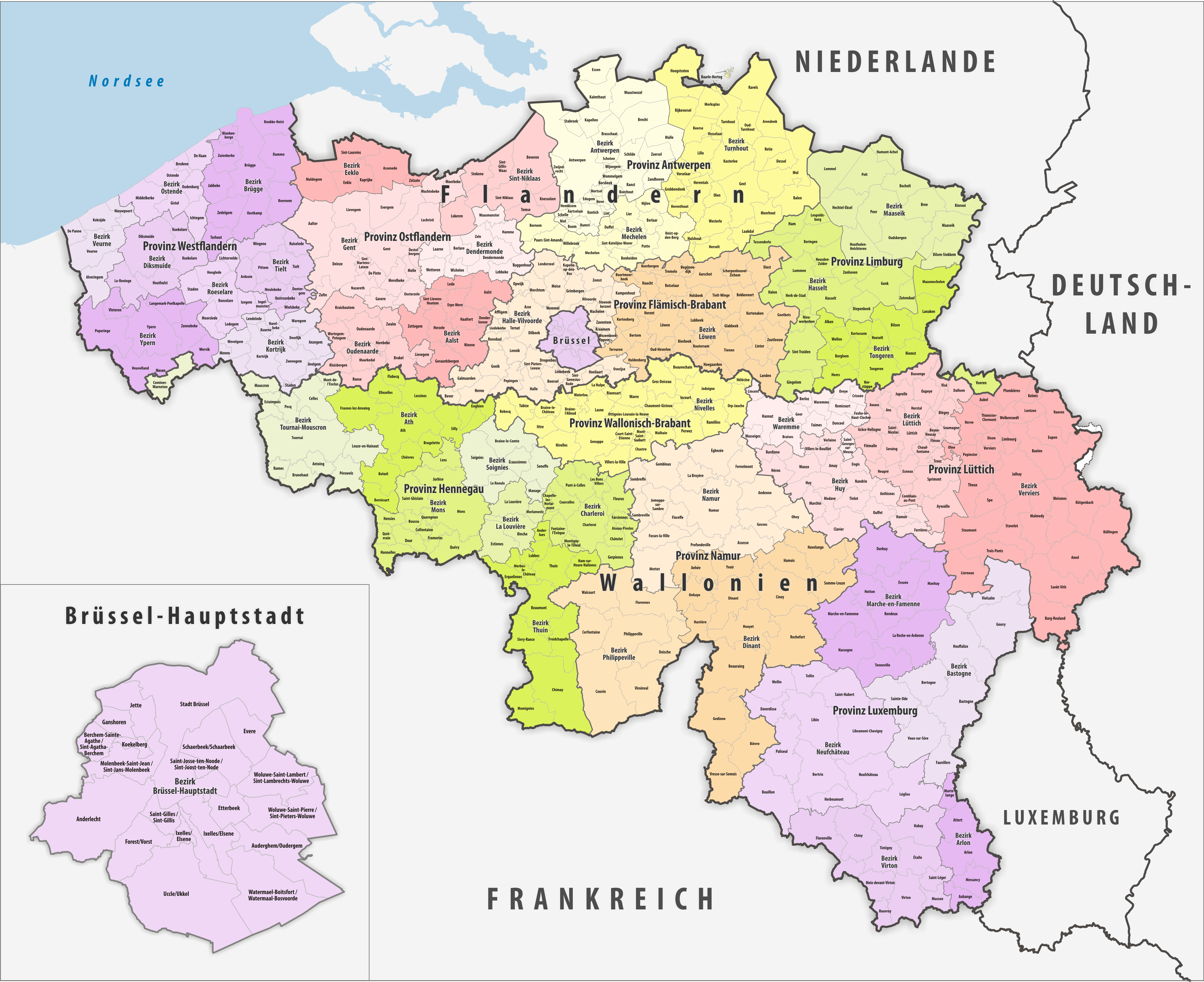
(Kliknij trzy razy i powiększ)